# Eeuwig Edict (1531)
Het eerste Eeuwig Edict is een in 1531 onder keizer Karel V en zijn zuster regentes Maria van Hongarije opgestelde regeling die gold voor al de Habsburgse Nederlanden. Het vormde het uitgangspunt voor de gemeenschappelijke wetgeving van de gewesten. 
Met de eenmaking van hun recht werd in samenhang met de door Karel persoonlijk opgerichte drie ‘bestuursraden’ die de regentes bijstonden een innig verband onder de gewesten beoogd.
Het betekende nogmaals twee stappen voorwaarts op weg naar het door Filips de Schone hersteld monarchaal stelsel.